# Vasco da Gama (Unabhängigkeitsaktivist)
Vasco da Gama (* 1965 oder 1966), Kampfnamen Mauleki und Criado, ist ein osttimoresischer Unabhängigkeitsaktivist.
1985 war Gama Mitgründer und Vizevorsitzender der HPPMAI, einer Jugendorganisation, die sich gegen die Besetzung durch Indonesien richtete. Sie hatte ihre Basis im Externato de São José, der einzigen Schule in Osttimor, die damals Portugiesisch unterrichtete. Zuvor war Gama bereits Mitglied in der Widerstandsgruppe Raculima.
Nach dem Santa-Cruz-Massaker 1991 wurden die Jugend-Widerstandsgruppen zunächst zerschlagen. Erst ab 1994 reorganisierten sie sich wieder. Die OPJLATIL, die 1995 gegründet wurde, wurde zur größten dieser Gruppen. Vasco da Gama wurde zu einem der beiden Gründungsvorsitzenden. Nino Konis Santana, der Chef der Guerilla-Organisation FALINTIL hatte die Gründung organisiert und sorgte für enge Kontakte der Gruppe zur studentischen Widerstandsorganisation RENETIL. Gama studierte Agrarwissenschaften an der Universitas Timor Timur (UNTIM). 1997 erhielt Gama von Untergrundsführer Xanana Gusmão den Auftrag, eine Demonstration in Dili anlässlich des Besuchs des UN-Gesandten Jamsheed Marker zu organisieren. Sie fand am 23. März vor dem Mahkota Hotel statt. 50 bis 100 Demonstranten riefen friedlich Parolen, zeigten Transparente und schwenkten FRETILIN-Flaggen. Die indonesischen Sicherheitskräfte kamen, feuerten Schüsse ab und verhafteten mehrere Personen. 33 Demonstranten wurden wegen „Verrat“ vor Gericht gestellt. Am 17. Juni wurde auch Gama von den Indonesiern in seinem Haus in Becora verhaftet. Neben der Demonstration warf man ihm vor, er habe einen Angriff in Quelicai befohlen und andere Untergrundtätigkeiten. Beim Verhör wurde er mehrmals gefoltert. Gama wurde gezwungen, ein falsches Geständnis zu unterschreiben. Sein Anwalt Aniceto Guterres Lopes wurde nicht zu seinem Klienten gelassen. Gama erhielt schließlich eine einjährige Gefängnisstrafe.
Am 25. April 2015 war Gama einer der Vertreter der Veteranen, die in Sydney beim ANZAC Day Osttimor repräsentieren durften.